# Kanton Plestin-les-Grèves
Der Kanton Plestin-les-Grèves (bretonisch Kanton Plistin) ist seit 1790 ein Kanton im Arrondissement Lannion im französischen Département Côtes-d’Armor in der Bretagne. Sein Hauptort ist Plestin-les-Grèves.

## Geschichte
Der Kanton entstand am 15. Februar 1790. Von 1801 bis 2015 gehörten neun Gemeinden zum Kanton Plestin-les-Grèves, der bis 1884 den Namen Kanton Plestin trug. Mit der Neuordnung der Kantone in Frankreich stieg die Zahl der Gemeinden 2015 auf 17. Nebst den bisherigen neun Gemeinden des alten Kantons Plestin-les-Grèves kamen 7 der 9 Gemeinden des bisherigen Kantons Plouaret und 1 Gemeinde aus dem Kanton Lannion hinzu.

## Lage
Der Kanton liegt im Westen des Départements Côtes-d’Armor.

## Gemeinden

### Kanton Plestin-les-Grèves seit 2015
Der Kanton besteht aus 17 Gemeinden mit insgesamt 21.150 Einwohnern (Stand: 1. Januar 2022) auf einer Gesamtfläche von 386,84 km²:
| Gemeinde                  | Bretonisch          | Einwohner (2022) | Fläche (km²) | Code postal | Code Insee |
| ------------------------- | ------------------- | ---------------- | ------------ | ----------- | ---------- |
| Lanvellec                 | Lanvaeleg           | 602              | 18,92        | 22420       | 22119      |
| Le Vieux-Marché           | Ar C'houerc'had     | 1.276            | 23,13        | 22420       | 22387      |
| Loguivy-Plougras          | Logivi-Plougraz     | 788              | 47,68        | 22780       | 22131      |
| Plestin-les-Grèves        | Plistin             | 3.649            | 34,52        | 22310       | 22194      |
| Plouaret                  | Plouared            | 2.230            | 29,98        | 22420       | 22207      |
| Ploubezre                 | Ploubêr             | 3.741            | 31,14        | 22300       | 22211      |
| Plougras                  | Plougraz            | 428              | 26,48        | 22780       | 22217      |
| Ploumilliau               | Plouilio            | 2.460            | 34,69        | 22300       | 22226      |
| Plounérin                 | Plounerin           | 799              | 25,89        | 22780       | 22227      |
| Plounévez-Moëdec          | Plounevez-Moedeg    | 1.473            | 40,36        | 22810       | 22228      |
| Plouzélambre              | Plouzelambr         | 202              | 7,84         | 22420       | 22235      |
| Plufur                    | Plufur              | 533              | 17,50        | 22310       | 22238      |
| Saint-Michel-en-Grève     | Lokmikael-an-Traezh | 447              | 4,69         | 22300       | 22319      |
| Trédrez-Locquémeau        | Tredaezh-Lokemo     | 1.468            | 10,65        | 22300       | 22349      |
| Tréduder                  | Treduder            | 201              | 4,80         | 22310       | 22350      |
| Trégrom                   | Tregrom             | 447              | 16,64        | 22420       | 22359      |
| Trémel                    | Tremael             | 406              | 11,93        | 22310       | 22366      |
| Kanton Plestin-les-Grèves | Plistin             | 21.150           | 386,84       | -           | 2220       |

### Kanton Plestin-les-Grèves bis 2015
Der alte Kanton Plestin-les-Grèves umfasste neun Gemeinden. Diese waren: Lanvellec, Plestin-les-Grèves (Hauptort), Ploumilliau, Plouzélambre, Plufur, Saint-Michel-en-Grève, Trédrez-Locquémeau,  Tréduder und Trémel.

### Bevölkerungsentwicklung des alten Kantons bis 2015
| 1962  | 1968  | 1975  | 1982  | 1990  | 1999  | 2006  | 2012   |
| ----- | ----- | ----- | ----- | ----- | ----- | ----- | ------ |
| 8.351 | 8.188 | 8.177 | 8.746 | 8.873 | 9.065 | 9.803 | 10.026 |

## Politik
Im 1. Wahlgang am 22. März 2015 erreichte keines der vier Wahlpaare die absolute Mehrheit. Bei der Stichwahl am 29. März 2015 gewann das Gespann André Coënt (PS)/Claudine Le Bastard (PCF) gegen Edwige Kerboriou/Jean-François Le Gall (beide DVD) mit einem Stimmenanteil von 52,28 % (Wahlbeteiligung:58,05 %).
| Vertreter im conseil général des Départements | Vertreter im conseil général des Départements | Vertreter im conseil général des Départements |
| Amtszeit                                      | Name                                          | Partei                                        |
| --------------------------------------------- | --------------------------------------------- | --------------------------------------------- |
| 1973–1979                                     | Marcel Hamon                                  | PCF                                           |
| 1979–1985                                     | Yvette Diguerher                              | PCF                                           |
| 1985–1992                                     | Roger Rioual                                  | PCF                                           |
| 1992–1998                                     | André Cresseveur                              | RPR                                           |
| 1998–2011                                     | André Lucas                                   | PS                                            |
| 2011–2015                                     | André Coënt                                   | PS                                            |
| 2015–                                         | André Coënt Claudine Le Bastard               | PS PCF                                        |